# Date Hendrik Keuning
Date Hendrik Keuning (Ureterp, 11 maart 1942) is een Nederlands voormalig politicus van de PvdA.
In 1966 werd hij wetenschappelijk medewerker verbonden aan de afdeling toegepaste wiskunde en technische mechanica van de Rijksuniversiteit Groningen. Eind 1970 promoveerde hij op het proefschrift met de titel On the theory of incomplete, piezoelectric bimorphs with experimental verification. Hij heeft gedoceerd aan de Landbouw Hogeschool in Wageningen maar was ook actief in de lokale politiek. Zo was hij gemeenteraadslid en wethouder in Ede. In oktober 1985 werd Keuning benoemd tot burgemeester van de Drentse gemeente Borger. Bij de gemeentelijke herindeling in Drenthe op 1 januari 1998 fuseerde Borger met de gemeente Odoorn tot de nieuwe gemeente Borger-Odoorn waarmee zijn functie kwam te vervallen. Begin 2000 werd bekend dat hij zijn lidmaatschap van de PvdA had opgezegd omdat hij naar eigen zeggen niets gemerkt heeft van de toegezegde hulp van de PvdA aan nazorg voor buiten spel geraakte bestuurders.